# Appelle mon numéro
Appelle mon numéro é um single da francesa Mylène Farmer, lançado em 3 de novembro de 2008. A música foi escrita por Laurent Boutonnat e si só vende cerca de 65.000 exemplares. Esta música faz parte do seu quinto álbum de originais "Point de Suture". O videoclipe foi dirigido por Benoît Di Sabatino em Saint-Ouen, em meados de 2008. A canção foi executada no seriado Ça ne finira jamais em 13 de dezembro de 2008 e também durante shows do cantor em 2009.

## Singles
- CD single

1. "Appelle mon numéro" (single version) — 5:32
2. "Appelle mon numéro" (instrumental) — 5:32

- CD maxi

1. "Appelle mon numéro" (single version) — 5:32
2. "Appelle mon numéro" (Greg B. remix) — 5:56
3. "Appelle mon numéro" (Manhattan Clique remix) — 7:33
4. "Appelle mon numéro" (MHC Star 69 remix) — 4:15

- 12" maxi

1. "Appelle mon numéro" (single version) — 5:32
2. "Appelle mon numéro" (Greg B. remix) — 5:56
3. "Appelle mon numéro" (Manhattan Clique X directory dub) — 6:39
4. "Appelle mon numéro" (MHC Star 69 remix) — 4:15

- CD single - Promo

1. "Appelle mon numéro" (radio edit) — 4:10

- CD single - Promo - Remixes

1. "Appelle mon numéro" (Greg B. remix edit) — 3:35
2. "Appelle mon numéro" (Manhattan Clique club edit) — 3:45

- 12" maxi - Promo

1. "Appelle mon numéro" (Greg B. remix) — 5:56
2. "Appelle mon numéro" (Manhattan Clique X directory dub) — 6:39

- CD maxi - Promo

1. "Appelle mon numéro" (Greg B. remix) — 5:56
2. "Appelle mon numéro" (Manhattan Clique X directory dub) — 6:39
3. "Appelle mon numéro" (Manhattan Clique remix) — 7:33
4. "Appelle mon numéro" (MHC Star 69 remix) — 4:15
5. "Appelle mon numéro" (single version) — 5:32

- Digital

1. "Appelle mon numéro" (album version) — 5:32
2. "Appelle mon numéro" (instrumental) — 5:32
3. "Appelle mon numéro" (Greg B. remix) — 5:56
4. "Appelle mon numéro" (Manhattan Clique remix) — 7:33
5. "Appelle mon numéro" (MHC Star 69 remix) — 4:15
6. "Appelle mon numéro" (2009 live version) — 7:10

## Performances nos paradas
| Paradas (2008)    | Posição |
| ----------------- | ------- |
| Bélgica (Valônia) | 7       |
| Europa            | 13      |
| França            | 1       |
| Suíça             | 53      |
| Paradas (2010)    | Posição |
| Rússia            | 98      |